# Tatort: Heile Welt
Heile Welt ist ein Fernsehfilm aus der Fernseh-Kriminalreihe Tatort, der am 21. Februar 2021 erstmals im Ersten gesendet wurde. Es ist die 1157. Folge der Tatort-Reihe und der 19. Fall des Dortmunder Teams um die Ermittler Faber und Bönisch (Faber 19., Bönisch 18.).

## Handlung
Hauptkommissarin Rosa Herzog ergänzt als „Neue“ das Ermittlungsteam von Faber, Bönisch und Pawlak. In einer Dortmunder Hochhaussiedlung wird nach einem Brand die Leiche von Anna Slomka gefunden. Die Ermittlungen ergeben, dass Slomka im vierten Monat schwanger war. Sie wurde erschlagen und möglicherweise zuvor vergewaltigt. Im Keller des Hochhauses werden ein Hammer als Tatwaffe sowie Spuren hochreiner Drogen gefunden.
Auf dem Handy von Slomka findet die Polizei einen Chatverlauf, in dem sie dem Hausmeister Florian Zerrer mit einer Anzeige droht, weil er heimlich Fotos von ihr aufgenommen habe. Herzog und Pawlak beschlagnahmen daraufhin Zerrers Smartphone.
Ein weiterer Verdacht richtet sich auf den mit seiner Familie aus dem Irak geflüchteten Hakim Khaled, gegen den bereits früher wegen Drogenhandels ermittelt wurde. Weil er nicht freiwillig mitkommt, nimmt Bönisch den widerspenstigen Hakim Khaled fest. Nils Jacob, ein rechtsextremer Lokalpolitiker, lässt die Polizeiaktion filmen und stellt sie ins Netz, was positive Reaktionen in rechtsgerichteten sozialen Netzwerken hervorruft. Auf dem Kanal der linksgerichteten Bloggerin Annika Freytag wird Bönisch daraufhin als fremdenfeindlich dargestellt, was in den linken Netzwerken zu heftigen Reaktionen und Beleidigungen gegen Bönisch führt.
Nach einer Vernehmung, in der Hakim Khaled jede Beteiligung am Drogenhandel oder Mord abstreitet, wird er aus dem Gewahrsam entlassen.
In einem leerstehenden Computerladen in der Ladenpassage der Hochhaussiedlung trifft Faber auf den früheren Geschäftsinhaber Thomas Janowski, der jetzt wegen der COVID-19-Pandemie in Deutschland arbeits- und wohnsitzlos ist und darunter leidet, dass man ihn als „Penner“ abstempelt. Zusammen verbringen sie die Nacht mit dem Leeren einer Flasche Schnaps auf einer Bank in der Ladenpassage. Unterdessen wird Bönisch vor ihrer Haustür von drei Maskierten überfallen, gefesselt zu Boden gebracht und zurückgelassen. Fotos davon werden mit Bönischs Name, Adresse und Telefonnummer im Internet veröffentlicht.
Freytag vermutet eine enge Verbindung zwischen Bönisch und Jacob. Sie versucht, bei Herzog den Verdacht zu säen, Bönisch habe aus fremdenfeindlichen Motiven gehandelt. Die Polizeiaktion wird im Stadtrat diskutiert, Bönisch wird beurlaubt. Sie leidet sichtlich unter der Hetze, die sich in den sozialen Netzwerken gegen sie breitmacht, vor allem als sie feststellt, dass es auch im Kollegenkreis eine rechtsextreme Gesinnung zu geben scheint.
Die Ermittler finden heraus, dass Zerrer das defekte Video-Überwachungssystem im Hochhaus wieder in Betrieb genommen und Anna Slomka in deren Wohnung über die Kamera in einem Rauchmelder beobachtet hat.
Über das Internet ruft Jacob zu einer Demo für Anna Slomka in der Ladenpassage auf; linksgerichtete und migrantische Gruppen treffen sich dort zur Gegendemonstration. Der Einsatzleiter des SEK nimmt davon trotz Herzogs Bitte keine Notiz – sie solle sich mit Pawlak zunächst dort umsehen. Jacob will Bönisch eine Bühne geben, damit sie die Demonstranten in seinem Sinne beeinflusst. Doch als Bönisch dazu aufruft, sich nicht vom Hass rechter Demagogen anstecken zu lassen, kommt es zu schweren Ausschreitungen zwischen Linken, Rechten und Migranten. Faber wird bewusstlos geschlagen, Janowski rettet ihn. Pawlak und Herzog schützen Hakim Khaled vor dem Mob und befragen ihn nochmals zu seinem Streit mit Slomka in der Mordnacht, wobei sich Khaleds Verstrickung in illegale Drogengeschäfte bestätigt.
Als Faber am nächsten Morgen aufwacht, werden ihm die Zusammenhänge klar. Er konfrontiert Janowski damit, dass dieser Slomka umgebracht, Feuer gelegt und danach die Feuerwehr gerufen habe. Janowski gesteht, dass er Slomka zunächst geholfen und sie dann in einem Anfall von Wut getötet habe, weil sie in ihm nur einen Obdachlosen gesehen habe. Er wird verhaftet und Bönisch in der Presse rehabilitiert.

## Hintergrund
Der Film wurde vom 7. Juli 2020 bis zum 5. August 2020 in Leverkusen gedreht. Es ist der erste Fall für Rosa Herzog (gespielt von Stefanie Reinsperger) und der erste Fall ohne Nora Dalay (gespielt von Aylin Tezel).
Es handelt sich um den ersten Tatort, der die Covid-19-Pandemie und ihre wirtschaftlichen Folgen thematisiert. Zahlreiche Darsteller tragen vor allem in Massenszenen Schutzmasken, und das Thema Ladenschließungen in Folge der Pandemie steht im Zentrum der Handlung.

## Rezeption

### Kritiken
„Ein Virus namens Hass: Wie hier eine gesellschaftliche Stimmungslage zu einer Art Krimi-Brandsatz verdichtet wird, das erinnert an die Dortmunder »Tatort«-Folge »Sturm«, die islamistische Gewalt thematisierte, […], diesmal wird Dortmund von besorgten Bürgern in Brand gesetzt. Ein handfestes apokalyptisches Szenario, das effektsicher mit viel Slow Motion ins Bild gesetzt wird.“

Der Filmdienst vergab dem Film drei von fünf möglichen Sternen und beurteilte ihn als einen ambitionierten Krimi mit Gesellschaftsanalyse als bestimmendem Handlungsteil, bei dem „allzu simple Befunde größtenteils vermieden“ würden. Die Erzählung der sich anbahnenden Eskalation durch Wut und Manipulation sorge für Spannung. Entgegengesetzter Meinung war der Kritiker der FAZ: Der Film mache es sich künstlerisch „etwas zu einfach“. Der erzählerische Kniff mit den veröffentlichten Handyvideos, auf denen Bönisch zu sehen ist, werde zu einem „klischeehaften Erklärstück“.

### Einschaltquoten
Die Erstausstrahlung von Heile Welt am 21. Februar 2021 wurde in Deutschland von 9,66 Millionen Zuschauern gesehen und erreichte einen Marktanteil von 27,4 % für Das Erste.
Bei einer Wiederholung am 28. August 2022 erreichte der Film 5,19 Millionen Zuschauer und damit einen Marktanteil von 20,1 % für Das Erste.